# Val Vezzeno
La val Vezzeno è una valle dell'Appennino ligure, formata dall'omonimo torrente, affluente del Riglio, situata interamente in provincia di Piacenza.

## Geografia fisica

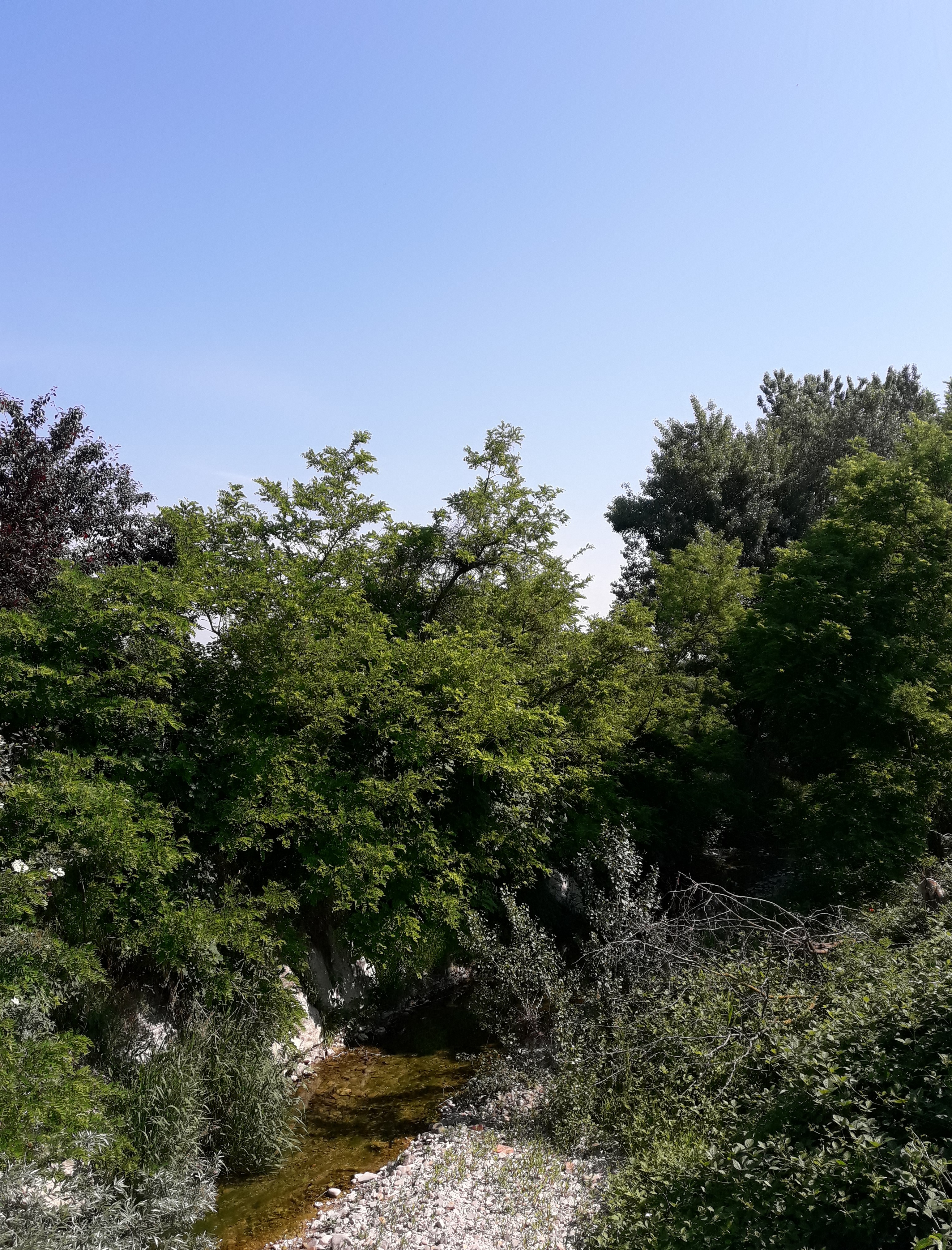
Il Vezzeno nei pressi di Celleri

La val Vezzeno è formata dal torrente Vezzeno, che nasce dalle pendici del monte Falò, nel comune di Gropparello, a circa 600 m s.l.m., in località Fontana de' Micheli, non lontano da Groppovisdomo., e si getta nel Riglio nel comune di Carpaneto Piacentino.
Il paesaggio della valle, prevalentemente collinare, è caratterizzato in buona parte da pendii dolci, prevalentemente coltivati a vigneti. Fa eccezione un breve tratto del corso del torrente che, nei pressi del castello di Gropparello, forma una stretta gola, la cui origine risale all'orogenesi alpina ed appenninica, circa 180 milioni di anni fa. Nella gola, grazie alla presenza di un particolare microclima generato dal contatto tra le acque del torrente e la roccia, si trovano licheni d’Islanda, sedum, carrubi e pini silvestri.
Confina a ovest con la val Riglio e a est con la val Chero.

### Monti
Tra i monti più importanti della valle si trova il monte Falò, da cui nasce il torrente Vezzeno.

### Idrografia
Il corso d'acqua principale della valle è il torrente Vezzeno, lungo 19 km e con un bacino idrografico ampio 36 km².
Tra gli affluenti del Vezzeno si trova il Rio Rosello, affluente di sinistra che nasce in località Gelati a 440 m s.l.m. nei pressi di Gropparello e trova la sua foce nel Vezzeno nei pressi di Sariano, sempre nel territorio comunale di Gropparello, lungo il cui corso si trovano argille plioceniche ricche di fossili. Altri affluenti sono il rio Terzolo, il rio del Guasto, il rio Boiona e il rio Gaivolo.

### Parchi
La val Vezzeno è interessata dal parco regionale dello Stirone e del Piacenziano: parco regionale costituito nel 2011 unificando la riserva naturale geologica del Piacenziano, che in val Vezzeno include la valletta del Rio Rosello. La porzione di val Vezzeno inclusa nel parco ricade amministrativamente nei comuni di Carpaneto Piacentino e Gropparello e si caratterizza per la presenza di fossili risalenti al Pliocene.

## Storia
In epoca pliocenica la val Vezzeno, così come le vallate limitrofe, era occupata dal mare, come testimoniato dai numerosi ritrovamenti di reperti fossili, dalla cui analisi emerge la presenza di un ambiente tipico di mare poco profondo.
In epoca romana la vallata fu abitata, come dimostra la citazione della villa di Satrianus (Sariano) e del fondo Cinnereus (Celleri) nella tabula alimentaria traianea, rinvenuta a Veleia, nella confinante val Chero.

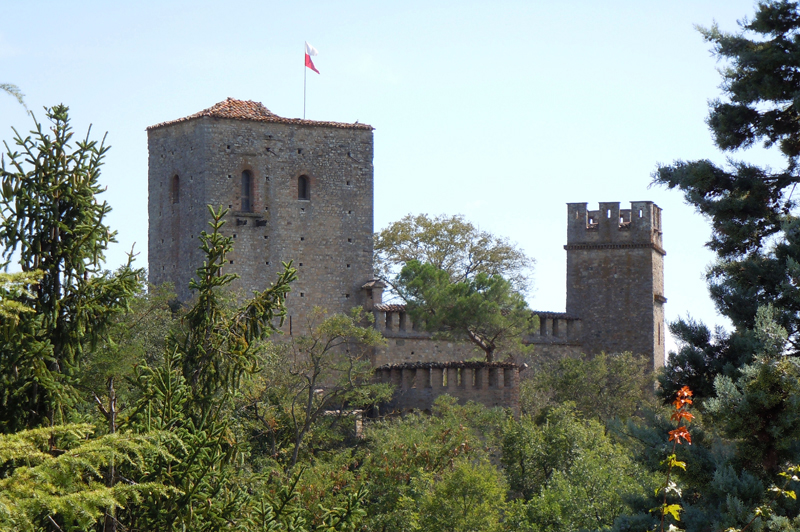
Il castello di Gropparello

Alla fine dell'VIII secolo la zona è sotto il dominio dell'abbazia di val Tolla, situato a Monastero di Morfasso, alla quale venne concesso il possedimento di Sariano nel 1014, da parte di Enrico II il Santo. Nell'840 viene citato per la prima volta il castello di Gropparello in un documento che lo cita di proprietà del vescovo di Piacenza. Nel 1255 il castello venne raso al suolo dalla fazione ghibellina al servizio di Oberto Pallavicino, il quale, dopo la pronta ricostruzione del fortilizio, lo sottopose ad assedio anche negli anni successivi.
Secondo alcune fonti, a Celleri tra il 1284 e il 1290 nacque Corrado Confalonieri, penitente del terzo Ordine Regolare di San Francesco che venne dichiarato beato per la chiesa cattolica nel cinquecento.
Nel 1314 il castello di Celleri fu teatro dello scontro tra le truppe viscontee e le truppe di Alberto Scotti, in seguito a ciò Galeazzo I Visconti ordinò a Oberto Dal Cairo di incendiare il maniero.
Nel trecento il castello venne ceduto dal vescovo di Piacenza Filippo Fulgosio ai suoi eredi. Nel 1464 il castello venne assegnato da Francesco Sforza a Galeazzo Campofregoso. La zona rimase soggetta al monastero fino al 1535 quando, a causa della sua soppressione, venne ceduta alla famiglia Sforza ad opera di papa Paolo III. Nel XVII secolo la zona fu soggetta al dominio della famiglia Anguissola.

## Monumenti e luoghi d'interesse

### Architetture militari
Castello di GropparelloPosto all'ingresso del paese su un picco di rocce ofiolitiche sovrasta un orrido sul cui fondo scorre il torrente Vezzeno. Di proprietà della chiesa piacentina a partire dall'840, fu teatro di scontri tra Guelfi e Ghibellini. Passato molte volte di mano, nel 1869 venne acquistato dal conte Ludovico Marazzani-Visconti che affidò il restauro all'architetto Camillo Guidotti, che con lo stile dell'epoca aggiunse strutture neogotiche ed apertura di finestre nel mastio. Il maniero è di proprietà della famiglia Gibelli, che lo ha trasformato in un'opportunità commerciale con l'apertura a visite guidate e la creazione di ambienti tematici per bambini.
Castello PallastrelliSituato nella frazione di Celleri, viene citato per la prima volta nel 1315 quando è assediato da truppe ghibelline al soldo di Galeazzo Visconti; diventa, poi, di proprietà delle famiglie Confalonieri e, dal 1515 Pallastrelli, dalla quale prende il nome. Nell'Ottocento furono svolti importanti lavori di ristrutturazione che comportarono la trasformazione da castello medievale a palazzo residenziale.
Castello di SarianoCitato per la prima volta in un documento risalente al 1371 in cui alcuni membri della famiglia Palastrelli, proprietaria del forte, affermavano di non accogliervi all'interno ribelli e banditi, presenta una pianta a forma di L con un corpo posteriore e un fronte maggiore a cui si accede tramite un portale con archi a sesto acuto e su cui svetta una torre rettangolare in pietra.
Castello di TavascaL'edificio è testimoniato di proprietà di Guido Antonio Pallastrelli e dei suoi fratelli nel 1595; nel 1651 la camera ducale confiscò il castello alla famiglia Palastrelli, insieme a tutti i loro beni situati a Celleri, Tavasca e Rezzano. Nel 1685 il medico Giacomo Tedaldi viene investito del locale feudo da parte di Ranuccio II Farnese, l'anno successivo il Tedaldi compra il fortilizio, avviando lavori di restauro. Nel 1888 vengono demolite le torri rotonde poste sugli angoli e viene interrato il fossato ad opera della famiglia Costa trasformando l'edificio in un palazzo con doppio loggiato cortilizio.
Torre ConfalonieriSituata non lontano dalla frazione di Celleri, sulle rive del torrente Vezzeno, era originariamente nota come Castello vecchio di Celleri. Divenuta di proprietà della famiglia Confalonieri, secondo alcune fonti ospitò nel 1290 la nascita di san Corrado Confalonieri. Nel XIX secolo venne rimaneggiata con la trasformazione a dimora residenziale e la costruzione di un ampio edificio adiacente alla torre vera e propria.

### Architetture civili
Torre del BorgoAntica dimora padronale risalente al XV secolo situata a Sariano, in seguito trasformata ad uso ricettivo.

## Infrastrutture e trasporti
La valle è attraversata da nord a sud dalla strada provinciale 10 di Gropparello che, superato il capoluogo comunale assume il nome di strada provinciale 10 bis di Castellana. La strada parte da Carpaneto Piacentino, risale la valle, supera Gropparello per, poi, continuare, il suo percorso tra la val Chero e la val Riglio fino a Prato Barbieri, valico posto sullo spartiacque la val Chero e la val Nure.

## Amministrazione
La val Vezzeno appartiene amministrativamente ai comuni di Carpaneto Piacentino, per la parte bassa, e Gropparello, per la parte alta.
L'alta valle, ricadente nel territorio comunale di Gropparello, ha fatto parte della comunità Montana valli del Nure e dell'Arda, fino alla sua chiusura avvenuta nel 2013.